# Kamran Ağayev
Kamran Adilxan oğlu Ağayev (aserbaidschanisch Kamran Adilxan oğlu Ağayev, kyrillisch Камран Адил оглы Агаев; * 9. Februar 1986 in Dəvəçi, damals Sowjetunion, heute Şabran, Aserbaidschan) ist ein aserbaidschanischer ehemaliger Fußballtorhüter.

## Karriere

### Verein
Ağayev begann während der Schulzeit in der von seinem Vater trainierten Mannschaft, Bərəkət, Fußball zu spielen. Mit nur 15 Jahren debütierte Ağayev in der Aserbaidschanischen U-17-Nationalmannschaft, nachdem einige Scouts ihn entdeckten. Nach beeindruckenden Leistungen im U-17-Trikot wechselte Ağayev zum aserbaidschanischen Liga-Neuling FK Shafa, einem Verein aus der Hauptstadt Baku. Dort konnte er sich nicht durchsetzen, gewann aber mit dem Club den Aserbaidschanischen Fußball-Cup 2000/01. Er machte zwischen 2001 und 2004 nur 26 Spiele für den Klub. Im Juli 2004 unterzeichnete der 1, 89 Meter große Torwart ein Zwei-Jahres-Vertrag bis 2006 beim aserbaidschanischen Klub PFC Turan Tovuz. Dort konnte er sich ebenfalls nicht durchsetzen, machte nur 18 Spiele zwischen 2004 und 2006. Sein Durchbruch gelang ihm 2006, als er zum aserbaidschanischen Neuling FK Xəzər Lənkəran wechselte. Seine guten Leistungen verhalfen dem Klub zum ersten aserbaidschanischen Pokal-Gewinn 2006/07, den man im Jahr darauf verteidigen konnte. In der Saison 2007/08 gewann man den aserbaidschanischen Ligapokal. Im Jahr 2008 gewann er mit Khazar Lankaran den GUS-Pokal. 2008 wurde er zu Aserbaidschans Fußballer des Jahres 2008 und 2009 zu Aserbaidschans Torhüter des Jahres gewählt. Ab 2009 war er Kapitän von Khazar Lankaran. Im Februar wechselte er in die türkische TFF 1. Lig zum zentralanatolischen Vertreter Kayserispor. Mit diesem Verein erreichte er zum Saisonende die Zweitligameisterschaft und damit den Aufstieg in die Süper Lig. Im Sommer 2015 wechselte er zusammen mit seinem Teamkollegen Berkay Değirmencioğlu, Çağlar Birinci, Mehmet Eren Boyraz und Serkan Kurtuluş zum Zweitligisten Karşıyaka SK. Im Januar 2016 verließ er diesen Verein. Weitere Stationen waren Inter Baku, Boavista Porto, FK Mladá Boleslav, FK Keşlə und seit 2020 steht er bei Səbail FK unter Vertrag.

### Nationalmannschaft
Von 2008 bis 2018 absolvierte Ağayev insgesamt 69 A-Länderspiele für Aserbaidschan.

## Erfolge
- Aserbaidschanischer Meister: 2007
- Aserbaidschanischer Pokalsieger: 2007, 2008, 2011, 2018
- Aserbaidschanischer Superpokalsieger: 2007
- GUS-Pokalsieger: 2008